# Squash en los Juegos del Pacífico 2019
El Squash en los Juegos del Pacífico 2019 se llevó a cabo del 8 al 19 de julio en el Samoa Squash Courts en Tuanaimato, Samoa en siete categorías.

## Participantes
Seis países formaron parte del evento:
| - Fiyi - Nueva Caledonia | - Isla Norfolk - Papúa Nueva Guinea | - Samoa - Polinesia Francesa |

## Resultados

### Masculino
| Evento     | Oro                                            | Plata                                               | Bronce                                      |
| ---------- | ---------------------------------------------- | --------------------------------------------------- | ------------------------------------------- |
| Individual | Enzo Corigliano Nueva Caledonia                | Yann Lancrenon Nueva Caledonia                      | Nicolas Massenet Nueva Caledonia            |
| Dobles     | Nueva Caledonia Enzo Corigliano Yann Lancrenon | Papúa Nueva Guinea Lokes Brooksbank Madako Suari Jr | Nueva Caledonia Gaek Gosse Nicolas Massenet |
| Equipos    | Nueva Caledonia                                | Papúa Nueva Guinea                                  | Samoa                                       |

### Femenino
| Evento     | Oro                                                 | Plata                                    | Bronce                                       |
| ---------- | --------------------------------------------------- | ---------------------------------------- | -------------------------------------------- |
| Individual | Vanessa Quach Nueva Caledonia                       | Christine Deneufbourg Nueva Caledonia    | Kareen Marechalle Nueva Caledonia            |
| Dobles     | Nueva Caledonia Kareen Marechalle Christielle Nagle | Samoa Lupe Kapisi Samantha Marfleet-Manu | Nueva Caledonia Caroline Quach Vanessa Quach |
| Equipos    | Nueva Caledonia                                     | Samoa                                    | Fiyi                                         |

### Mixto
| Evento | Oro                                             | Plata                                          | Bronce                         |
| ------ | ----------------------------------------------- | ---------------------------------------------- | ------------------------------ |
| Dobles | Nueva Caledonia Christelle Nagle Yann Lancrenon | Nueva Caledonia Vanessa Quach Nicolas Massenet | Samoa Lupe Kapisi Ivan Chewlit |

## Medallero
| # | País               | Medalla de oro | Medalla de plata | Medalla de bronce | Total |
| - | ------------------ | -------------- | ---------------- | ----------------- | ----- |
| 1 | Nueva Caledonia    | 7              | 3                | 4                 | 14    |
| 2 | Samoa              | 0              | 2                | 2                 | 4     |
| 3 | Papúa Nueva Guinea | 0              | 2                | 0                 | 2     |
| 4 | Fiyi               | 0              | 0                | 1                 | 1     |